# Vicente Iborra de la Fuente
Vicente Iborra de la Fuente (Moncada, Valencia, 16 de enero de 1988) es un exfutbolista español que jugaba como centrocampista. Desde julio de 2025 es miembro del cuerpo técnico del Levante U. D. de la Primera División de España.
Debutó como profesional en la temporada 2007-08 de la mano de Gianni De Biasi en el Levante Unión Deportiva, club donde se formó. Fue convocado con la selección sub-21 de España en 2010. Tras formar parte de la plantilla del Levante U. D. que se clasificó para la Liga Europa de la UEFA, fichó por el Sevilla F. C. en 2013, club que adorna su palmarés con tres títulos de Liga Europa (2014, 2015 y 2016), competición que también levantó con el Villarreal C. F. (2021), fichó por el Olympiacos de Grecia en 2023, donde se coronó campeón de la Liga Conferencia de la UEFA antes de volver al Levante, donde ascendió a LaLiga tras resultar campeón de la Segunda División de España.

## Trayectoria

### Levante U. D.

#### Temporada 2007-08
Vicente Iborra inició la temporada que le conduciría a la élite en la Segunda División B adscrito a las filas del segundo equipo del Levante U. D.. Marcó cuatro goles en los primeros 17 partidos, números que le permitieron erigirse como máximo goleador de la escuadra antes de promocionar al primer equipo. A principios de 2008 y debido a la delicada situación económica del Levante U. D., diferentes futbolistas de la entidad azulgrana decidieron abandonar el club granota, y, en consecuencia, varios jugadores del equipo filial fueron ascendidos para completar las convocatorias. Uno de ellos fue Iborra, que debutó con el primer equipo en la eliminatoria de octavos de final de la Copa del Rey 2007-08 frente al Getafe C. F. el 9 de enero de 2008, partido en el que el Levante U. D. cayó derrotado (3-0). A pesar de que su habitual demarcación en el terreno de juego se sitúa en la medular, en aquellos primeros partidos en Primera División ocupó la posición más adelantada desempeñando la labor de delantero centro. Durante esta temporada debut, jugó un total de 16 partidos, superando ampliamente el medio millar de minutos en los cuales logró anotar un gol, el primero en la máxima competición a nivel nacional, frente a la U.D. Almería pero que no sirvió para ganar aquel partido (2-1). Irremediablemente, el equipo acabó descendiendo a la Segunda División a falta de cuatro jornadas.

#### Temporada 2008-09
La temporada 2008-09 supuso para Iborra su primera aparición en Segunda División. A raíz de las lesiones de sus compañeros de equipo, logró disponer de un número de minutos superior al esperado. No obstante, sus actuaciones sobre el terreno de juego le merecieron un puesto en el centro del campo granota. 
Sumó un total de tres goles, todo ellos anotados en la segunda vuelta y en el Ciudad de Valencia, frente a Alavés, Eibar y Las Palmas. Superó la veintena de titularidades y participó en 31 partidos diferentes, ello le permitió obtener un cómputo global de minutos cercano a las dos mil unidades. El equipo, que quedó apeado de la Copa del Rey en Segunda Ronda frente al Hércules C.F., acabó la temporada octavo, en la zona templada de la clasificación y a 17 puntos del ascenso a Primera División.

#### Temporada 2009-10
En la 2009/10 se le ofreció la renovación por cuatro años al jugador, oferta que aceptó. El 16 de febrero de 2010, Iborra entraba por primera vez en su carrera en la convocatoria para la selección española sub-21. Esa misma temporada se convierte en una pieza clave para el entrenador Luis García Plaza y, con él en el campo, el Levante logra su ascenso a la Primera División.

### Sevilla F. C.
El 16 de agosto de 2013 llega a un acuerdo con el Sevilla F. C. para las siguientes cinco temporadas, ingresando el Levante 6 millones de € por su traspaso. En la temporada 2016/17, al transformar un triplete contra el Celta de Vigo, se convierte en el primer jugador en la historia de la LaLiga en convertir tres goles saliendo desde el banquillo en campo visitante.

### Leicester City
El 6 de julio de 2017 se hace oficial su traspaso al Leicester City por un total de quince millones de euros y una duración de cuatro años. El 19 de julio de 2017 debutó en partido amistoso con el grupo en inglés en un partido disputado en Hong Kong y que enfrentó al Leicester de Iborra contra el equipo de Premier League, West Bromwich.

### Villarreal Club de Fútbol
El 7 de enero de 2019 el Villarreal C. F. hizo oficial su incorporación hasta junio de 2023.
El 13 de diciembre de 2020 se roturó el ligamento cruzado anterior de la rodilla izquierda contra el Real Betis y esta lesión terminó su temporada.

### Regreso al Levante U. D. y Grecia
El 29 de julio de 2022, nueve años después de su marcha, se hizo oficial su vuelta al Levante U. D. tras haber llegado un acuerdo con el conjunto groguet para su cesión durante la temporada 2022-23. No pudo ayudar al equipo a conseguir un ascenso que se les escapó en los últimos instantes de la final de la promoción.
En julio de 2023 abandonó definitivamente el Villarreal C. F. después de ser traspasado al Olympiacos F. C. Con este club consiguió ganar su quinto título europeo después de conquistar la Liga Europa Conferencia de la UEFA. Al final de la temporada quedó libre y regresó nuevamente al Levante U. D. firmando por un año con opción a un segundo. Tras el primero de ellos, en el que ascendieron a Primera División, puso fin a su carrera y se incorporó al cuerpo técnico de Julián Calero.

## Estadísticas

### Clubes
Actualizado al último partido disputado en su carrera.
| Club                            | Div.          | Temporada     | Liga  | Liga  | Copas nacionales | Copas nacionales | Copas internacionales | Copas internacionales | Total | Total |
| Club                            | Div.          | Temporada     | Part. | Goles | Part.            | Goles            | Part.                 | Goles                 | Part. | Goles |
| ------------------------------- | ------------- | ------------- | ----- | ----- | ---------------- | ---------------- | --------------------- | --------------------- | ----- | ----- |
| Levante U. D. "B" · España      | 2.ª B         | 2007-08       | 17    | 4     | —                | —                | —                     | —                     | 17    | 4     |
| Levante U. D. "B" · España      | Total club    | Total club    | 17    | 4     | 0                | 0                | 0                     | 0                     | 17    | 4     |
| Levante U. D. · España          | 1.ª           | 2007-08       | 14    | 1     | 2                | 0                | —                     | —                     | 16    | 1     |
| Levante U. D. · España          | 2.ª           | 2008-09       | 31    | 2     | 1                | 0                | —                     | —                     | 32    | 2     |
| Levante U. D. · España          | 2.ª           | 2009-10       | 36    | 1     | 0                | 0                | —                     | —                     | 36    | 1     |
| Levante U. D. · España          | 1.ª           | 2010-11       | 16    | 0     | 0                | 0                | —                     | —                     | 16    | 0     |
| Levante U. D. · España          | 1.ª           | 2011-12       | 33    | 0     | 6                | 1                | —                     | —                     | 39    | 1     |
| Levante U. D. · España          | 1.ª           | 2012-13       | 35    | 4     | 2                | 1                | 12                    | 2                     | 49    | 7     |
| Sevilla F. C. · España          | 1.ª           | 2013-14       | 27    | 3     | 2                | 0                | 12                    | 1                     | 41    | 4     |
| Sevilla F. C. · España          | 1.ª           | 2014-15       | 26    | 7     | 4                | 0                | 11                    | 2                     | 41    | 9     |
| Sevilla F. C. · España          | 1.ª           | 2015-16       | 29    | 7     | 7                | 1                | 11                    | 1                     | 47    | 9     |
| Sevilla F. C. · España          | 1.ª           | 2016-17       | 31    | 7     | 5                | 1                | 8                     | 0                     | 44    | 8     |
| Sevilla F. C. · España          | Total club    | Total club    | 113   | 24    | 18               | 2                | 42                    | 4                     | 173   | 30    |
| Leicester City F. C. Inglaterra | 1.ª           | 2017-18       | 19    | 3     | 7                | 0                | —                     | —                     | 26    | 3     |
| Leicester City F. C. Inglaterra | 1.ª           | 2018-19       | 8     | 0     | 3                | 1                | —                     | —                     | 11    | 1     |
| Leicester City F. C. Inglaterra | Total club    | Total club    | 27    | 3     | 10               | 1                | 0                     | 0                     | 37    | 4     |
| Villarreal C. F. · España       | 1.ª           | 2018-19       | 19    | 3     | 1                | 0                | 5                     | 1                     | 25    | 4     |
| Villarreal C. F. · España       | 1.ª           | 2019-20       | 34    | 1     | 3                | 0                | —                     | —                     | 37    | 1     |
| Villarreal C. F. · España       | 1.ª           | 2020-21       | 13    | 0     | 0                | 0                | 5                     | 0                     | 18    | 0     |
| Villarreal C. F. · España       | 1.ª           | 2021-22       | 20    | 0     | 3                | 0                | 1                     | 0                     | 24    | 0     |
| Villarreal C. F. · España       | Total club    | Total club    | 86    | 4     | 7                | 0                | 11                    | 1                     | 104   | 5     |
| Levante U. D. · España          | 2.ª           | 2022-23       | 40    | 2     | 3                | 0                | —                     | —                     | 43    | 2     |
| Olympiacos F. C. · Grecia       | 1.ª           | 2023-24       | 15    | 1     | 1                | 0                | 14                    | 0                     | 30    | 1     |
| Olympiacos F. C. · Grecia       | Total club    | Total club    | 15    | 1     | 1                | 0                | 14                    | 0                     | 30    | 1     |
| Levante U. D. · España          | 2.ª           | 2024-25       | 26    | 1     | 0                | 0                | —                     | —                     | 26    | 1     |
| Levante U. D. · España          | Total club    | Total club    | 231   | 11    | 14               | 2                | 12                    | 2                     | 257   | 15    |
| Total carrera                   | Total carrera | Total carrera | 489   | 47    | 50               | 5                | 79                    | 7                     | 618   | 59    |
| 1. 2.                           |               |               |       |       |                  |                  |                       |                       |       |       |

## Palmarés

### Campeonatos internacionales
| Título                             | Club             | Sede     | Año     |
| ---------------------------------- | ---------------- | -------- | ------- |
| Liga Europa de la UEFA             | Sevilla F. C.    | Turín    | 2013-14 |
| Liga Europa de la UEFA             | Sevilla F. C.    | Varsovia | 2014-15 |
| Liga Europa de la UEFA             | Sevilla F. C.    | Basilea  | 2015-16 |
| Liga Europa de la UEFA             | Villarreal C. F. | Gdansk   | 2020-21 |
| Liga Europa Conferencia de la UEFA | Olympiacos F. C. | Atenas   | 2023-24 |

### Distinciones individuales
| Distinción     | Año  |
| -------------- | ---- |
| Trofeo Gourmet | 2017 |